# Jean-Dominique Senard
Pour les articles homonymes, voir Senard.
Jean-Dominique Senard, né le 7 mars 1953 à Neuilly-sur-Seine (Hauts-de-Seine), est une personnalité française du monde des affaires, président du groupe Michelin de 2012 à 2019, puis de Renault depuis janvier 2019, à la suite de la démission de Carlos Ghosn.

## Biographie

### Famille
Son ancêtre, Jules-Alexandre-Benjamin Senard (1848-1928) reçut par bref du 24 novembre 1891 le titre de comte romain héréditaire. Le père de Jean-Dominique Senard, Jacques Senard, était diplomate, ambassadeur de France au Caire, à La Haye et à Rome. 

### Jeunesse et études
Jean-Dominique Senard commence sa scolarité au collège privé Sainte-Croix de Neuilly où il chante en tant qu'alto dans le chœur des Petits Chanteurs de Sainte-Croix de Neuilly,, sous la direction de Louis Prudhomme. Par la suite il fréquente le collège et lycée privé Sainte-Croix des Neiges d'Abondance (Haute-Savoie) aux côtés de Christophe de Margerie. Il est diplômé d'HEC (1976) et titulaire d'une maîtrise de droit.
En 1979, il est officier au 2e régiment de hussards, chef du 3e peloton du 2e escadron à Orléans[source insuffisante].

### Carrière
De septembre 1979 à septembre 1987, il rejoint la Compagnie française des pétroles (groupe Total) où il occupe le poste de contrôleur de gestion et responsable des opérations de gestion des risques financiers.
En 1987, Jean-Dominique Senard rejoint la direction de la trésorerie de Saint-Gobain. En février 1988, il est nommé directeur adjoint - puis directeur en janvier 1991 - de la trésorerie et du financement. En 1995, il est nommé directeur financier de la délégation générale pour l’Allemagne et l’Europe centrale et membre du directoire de Vegla GmbH, filiale verrière allemande du groupe Saint-Gobain,.
En 1996, il rejoint le géant de l’aluminium Pechiney en qualité de directeur financier. De 2001 à 2003, il assure la direction du secteur aluminium primaire du groupe. En 2003, il est nommé PDG de Pechiney, et membre du comité exécutif du groupe canadien Alcan qui vient de racheter la société française d’aluminium. Au début de 2005, après avoir assuré l’intégration de Pechiney dans la nouvelle structure, il quitte le groupe Alcan.
En 2005, il devient directeur financier de Michelin. En 2007, il est nommé co-gérant non-commandité du groupe, puis en mai 2011 gérant commandité, et le 11 mai 2012, il succède à Michel Rollier comme président du groupe. Tenant alors les rênes de l’entreprise, il accompagne les forts investissements déjà engagés en Chine, en Inde et au Brésil et renforce les ventes de la marque dans les marchés matures comme les États-Unis. En 2013, il décide la suppression de 730 postes sur le site de Joué-lès-Tours et engage simultanément un investissement de 800 millions d’euros dans les autres usines françaises du groupe. En décembre 2013, il pose la première pierre du futur centre mondial d’innovation du groupe (baptisé « Urbalad ») à Ladoux qui constitue un investissement de 270 millions d’euros. En novembre 2014, il accroît la production de produits low cost (gamme « budget ») pour contrer la concurrence agressive venant de Chine,.
En octobre 2014, le mandat de gérant de Jean-Dominique Senard est renouvelé pour quatre ans.
Il améliore la rentabilité du groupe Michelin. À son arrivée, la marge opérationnelle est de 9,4 %, deux ans après elle est de 11,1 %. Michelin dégage des bénéfices, ce qui favorise sa remontée en bourse. Cela n'a pas été sans ce que l'on appelle des restructurations, c'est-à-dire mettre 700 employés à la porte sur le site de Joué-lès-Tours.
En 2017, sous la direction de Jean-Dominique Senard, Michelin annonce un résultat net pour l’année 2016 en hausse de 43 %, à 1,7 milliard d’euros . 
En 2017, les soutiens de Jean-Dominique Senard tentent de faire modifier les statuts du MEDEF, ou l'interprétation de ceux-ci, afin que ce dernier puisse se porter candidat à la présidence. Les statuts du MEDEF stipulent en effet qu'un candidat doit avoir au plus 65 ans lors de l'élection, ce qui n'est pas le cas de Jean-Dominique Senard. Cette tentative échoue,,.
Le 9 février 2018, son remplacement au poste de président de la gérance par Florent Menegaux, alors directeur général exécutif du groupe et directeur des opérations, est annoncé pour la prochaine assemblée générale (2019).
Le 9 mars 2018, il remet avec l'ancienne secrétaire générale de la CFDT Nicole Notat un rapport sur le rôle de l'entreprise dans la société française au ministre de l'Économie Bruno Le Maire.

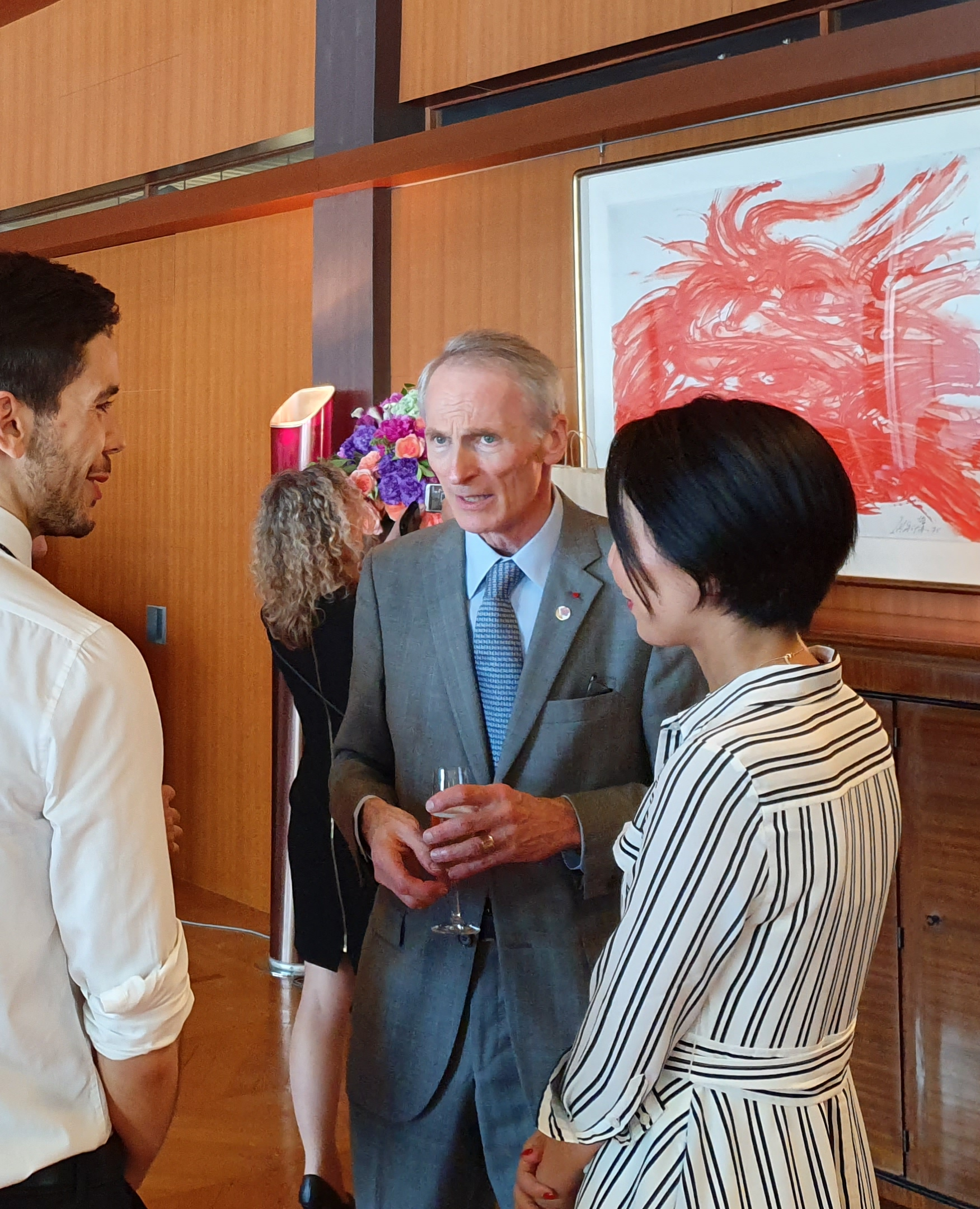
Jean-Dominique Senard au Japon la veille du sommet du G20 de 2019.

Le 24 janvier 2019, à la suite de la démission de Carlos Ghosn de la présidence de Renault, Jean-Dominique Senard devient président du constructeur français d'automobiles Renault. Cette décision est saluée par Bruno Le Maire, le ministre de l'Économie qui estime qu'il fera « un excellent président pour Renault ».
Le 12 mars 2019, il prend la tête de l'alliance Renault-Nissan-Mitsubishi.
Le 8 avril 2019, il est aussi nommé vice-président de Nissan.
Le 12 juin 2019, son entrée au conseil d'administration de Renault est validée à 90,88 % par les actionnaires, malgré l'échec des négociations pour la fusion entre Renault et Fiat-Chrysler,,.
En 2020, il coopte Luca de Meo pour le seconder au poste de Directeur général de Renault, groupe duquel il demeure président.
En 2024, il est pressenti pour devenir Premier Ministre, à la suite de la démission du Gouvernement de Gabriel Attal.

### Autres fonctions
- Administrateur de la compagnie Saint-Gobain, président du comité des comptes (depuis juin 2012)[35].
- Administrateur indépendant du groupe SEB (2009-2013)[36].
- Vice-président du conseil d'administration de la Réunion de la noblesse pontificale (en 2019).
- Parrain des étudiants en master de l'IAE Clermont-Auvergne de la promotion 2017-2019.

## Vie privée
Jean-Dominique Senard a épousé en 1983 Hélène d'Harcourt dont il a eu trois enfants,.

## Distinctions
- Commandeur de la Légion d'honneur (2021)[39].
- HEC de l’année (2013)[40]